# Česko na Zimních olympijských hrách 2018
Česko se účastnilo Zimních olympijských her 2018 v jihokorejském Pchjongčchangu od 9. do 25. února 2018. Podle rozhodnutí Českého olympijského výboru na nich mělo startovat 85 sportovců v 13 disciplínách. Později byl tento počet rozšířen na 94 účastníků. Žádní čeští zástupci nestartovali pouze v curlingu a skeletonu.
Česko získalo historicky první zlatou medaili v alpském lyžování. Jako první olympionik v historii vyhrála Ester Ledecká na jediné zimní olympiádě disciplíny s různým vybavením a stala se i první vítězkou dvou různých sportů. Pod pěti kruhy rovněž startovala jako první závodník v lyžařské i snowboardové disciplíně.

## Medailové pozice
| Medaile | Jméno             | Sport           | Disciplína                   | Datum          |
| ------- | ----------------- | --------------- | ---------------------------- | -------------- |
| Zlato   | Ester Ledecká     | Alpské lyžování | Ženy – Superobří slalom      | 17. února 2018 |
| Zlato   | Ester Ledecká     | Snowboarding    | Ženy – Paralelní obří slalom | 24. února 2018 |
| Stříbro | Michal Krčmář     | Biatlon         | Muži – Sprint                | 11. února 2018 |
| Stříbro | Martina Sáblíková | Rychlobruslení  | Ženy – 5000 m                | 16. února 2018 |
| Bronz   | Veronika Vítková  | Biatlon         | Ženy – Sprint                | 10. února 2018 |
| Bronz   | Eva Samková       | Snowboarding    | Ženy – Snowboardcross        | 16. února 2018 |
| Bronz   | Karolína Erbanová | Rychlobruslení  | Ženy – 500 m                 | 18. února 2018 |

## Počty účastníků podle sportovních odvětví
Nominace českých účastníků Zimních olympijských her 2018 proběhla na nominačním plénu Českého olympijského výboru, které se konalo na Pražském hradě 18. ledna 2018. Bylo zde nominováno 80 sportovců a schváleno další 5 zatím volných míst. Po pozdějším přerozdělení míst ze strany Mezinárodní lyžařské federace FIS narostl počet účastníků až na 94.
Necelé dva týdny před začátkem si sjezdař Kryštof Krýzl poranil koleno, na olympiádě místo něj startoval Jan Hudec, držitel bronzové medaile ze ZOH 2014 za tým Kanady. Dodatečně, v průběhu her, byla nominována snowboardistka Kateřina Vojáčková, počet akreditovaných sportovců byl tedy 95. Šestá nominovaná biatlonistka Lea Johanidesová zůstala necestující náhradnicí, proto byl konečný počet cestujících sportovců 94. Nakonec se her aktivně zúčastnilo 93 sportovců.
Počet českých sportovců startujících v jednotlivých olympijských sportech:
| Sport                | Muži | Ženy | Celkem |
| -------------------- | ---- | ---- | ------ |
| Akrobatické lyžování | 0    | 1    | 1      |
| Alpské lyžování      | 5    | 4    | 9      |
| Běh na lyžích        | 5    | 5    | 10     |
| Biatlon              | 5    | 4    | 9      |
| Boby                 | 9    | 0    | 9      |
| Krasobruslení        | 3    | 2    | 5      |
| Lední hokej          | 25   | 0    | 25     |
| Rychlobruslení       | 0    | 3    | 3      |
| Saně                 | 5    | 1    | 6      |
| Severská kombinace   | 4    | 0    | 4      |
| Short track          | 0    | 1    | 1      |
| Skoky na lyžích      | 5    | 0    | 5      |
| Snowboarding         | 2    | 5    | 7      |
| Celkem               | 68   | 25   | 93     |

## Výsledky českých sportovců

### Akrobatické lyžování
Skikros
| Závod | Sportovci      | Kvalifikace | Kvalifikace | Osmifinále | Čtvrtfinále | Semifinále    | Finále        | Finále        | Celkově |
| Závod | Sportovci      | Čas         | Pořadí      | Pozice     | Pozice      | Pozice        | Pozice        | Pořadí        | Celkově |
| ----- | -------------- | ----------- | ----------- | ---------- | ----------- | ------------- | ------------- | ------------- | ------- |
| Ženy  | Nikol Kučerová | 1:15,6      | 13.         | 2.         | 4.          | Nepoustoupila | Nepoustoupila | Nepoustoupila | 14.     |

### Alpské lyžování
Muži
- Nominace: Ondřej Berndt, Filip Forejtek, Jan Hudec, Adam Kotzmann, Jan Zabystřan

| Závod            | Sportovci      | 1. kolo    | 2. kolo    | Celkem     | Ztráta     | Pořadí     |
| ---------------- | -------------- | ---------- | ---------- | ---------- | ---------- | ---------- |
| Sjezd            | Filip Forejtek |            |            | 1:44,79    | +4,54      | 38.        |
| Sjezd            | Jan Hudec      |            |            | 1:46,42    | +6,17      | 45.        |
| Sjezd            | Jan Zabystřan  |            |            | 1:46,60    | +6,35      | 46.        |
| Superobří slalom | Filip Forejtek |            |            | 1:28,06    | +3,62      | 34.        |
| Superobří slalom | Ondřej Berndt  |            |            | 1:28,30    | +3,86      | 35.        |
| Superobří slalom | Jan Zabystřan  |            |            | 1:49,68    | +5,24      | 40.        |
| Superobří slalom | Jan Hudec      |            |            | Nedokončil | Nedokončil | Nedokončil |
| Obří slalom      | Filip Forejtek | 1:12,91    | 1:13,16    | 2:26,07    | +8,03      | 31.        |
| Obří slalom      | Ondřej Berndt  | Nedokončil | Nedokončil | Nedokončil | Nedokončil | Nedokončil |
| Obří slalom      | Adam Kotzmann  | Nedokončil | Nedokončil | Nedokončil | Nedokončil | Nedokončil |
| Obří slalom      | Jan Zabystřan  | Nedokončil | Nedokončil | Nedokončil | Nedokončil | Nedokončil |
| Slalom           | Filip Forejtek | Nedokončil | Nedokončil | Nedokončil | Nedokončil | Nedokončil |
| Slalom           | Ondřej Berndt  | Nedokončil | Nedokončil | Nedokončil | Nedokončil | Nedokončil |
| Slalom           | Jan Zabystřan  | Nedokončil | Nedokončil | Nedokončil | Nedokončil | Nedokončil |
| Slalom           | Adam Kotzmann  | Nedokončil | Nedokončil | Nedokončil | Nedokončil | Nedokončil |
| Superkombinace   | Ondřej Berndt  | 1:21,81    | 48,10      | 2:09,91    | +3,39      | 16.        |
| Superkombinace   | Jan Zabystřan  | 1:23,65    | Nedokončil | Nedokončil | Nedokončil | Nedokončil |
| Superkombinace   | Filip Forejtek | 1:22,56    | Nedokončil | Nedokončil | Nedokončil | Nedokončil |

Ženy
- Nominace: Gabriela Capová, Martina Dubovská, Ester Ledecká, Kateřina Pauláthová

| Závod            | Sportovci           | 1. kolo     | 2. kolo     | Celkem      | Ztráta      | Pořadí        |
| ---------------- | ------------------- | ----------- | ----------- | ----------- | ----------- | ------------- |
| Obří slalom      | Ester Ledecká       | 1:14,62     | 1:10,07     | 2:24,69     | +4,67       | 23.           |
| Obří slalom      | Gabriela Capová     | 1:15,80     | 1:11,62     | 2:27,42     | +7,40       | 29.           |
| Obří slalom      | Kateřina Pauláthová | Nedokončila | Nedokončila | Nedokončila | Nedokončila | Nedokončila   |
| Obří slalom      | Martina Dubovská    | Nedokončila | Nedokončila | Nedokončila | Nedokončila | Nedokončila   |
| Slalom           | Martina Dubovská    | 52,90       | 51,87       | 1:44,77     | +6,14       | 29.           |
| Slalom           | Gabriela Capová     | 52,96       | Nedokončila | Nedokončila | Nedokončila | Nedokončila   |
| Superobří slalom | Ester Ledecká       |             |             | 1:21,11     | -0,01       | Zlatá medaile |
| Superobří slalom | Kateřina Pauláthová |             |             | 1:24,18     | +3,37       | 33.           |
| Sjezd            | Kateřina Pauláthová |             |             | 1:44,69     | +5,47       | 26.           |
| Superkombinace   | Kateřina Pauláthová | 1:44,83     | 44,26       | 2:29,09     | +8,19       | 17.           |

Družstva
| Závod            | Sportovci                                                     | Osmifinále         | Čtvrtfinále        | Semifinále         | Finále             | Finále |
| Závod            | Sportovci                                                     | Protivník Výsledek | Protivník Výsledek | Protivník Výsledek | Protivník Výsledek | Pořadí |
| ---------------- | ------------------------------------------------------------- | ------------------ | ------------------ | ------------------ | ------------------ | ------ |
| Smíšená družstva | Ondřej Berndt Filip Forejtek Gabriela Capová Martina Dubovská | Itálie (ITA) · 1:3 | Nepostoupili       | Nepostoupili       | Nepostoupili       | 9.-16. |

### Běh na lyžích
- Nominace – muži: Martin Jakš, Petr Knop, Michal Novák, Aleš Razým, Miroslav Rypl

Distanční závody – muži
| Závod          | Sportovci                                                     | Klasicky | Klasicky | Volně   | Volně  | Celkově    | Celkově    | Celkově    |
| Závod          | Sportovci                                                     | Čas      | Pořadí   | Čas     | Pořadí | Čas        | Ztráta     | Pořadí     |
| -------------- | ------------------------------------------------------------- | -------- | -------- | ------- | ------ | ---------- | ---------- | ---------- |
| 30 km skiatlon | Martin Jakš                                                   | 40:53,2  | 19.      | 35:27,0 | 4.     | 1:16:53,8  | +33,8      | 9.         |
| 30 km skiatlon | Petr Knop                                                     | 42:29,8  | 43.      | 37:10,7 | 34.    | 1:20:12,1  | +3:52,1    | 38.        |
| 30 km skiatlon | Aleš Razým                                                    | 43:28,5  | 51.      | 39:29,3 | 55.    | 1:23:33,8  | +7:13,8    | 55.        |
| 15 km volně    | Martin Jakš                                                   |          |          |         |        | 35:05,2    | +1:21,3    | 16.        |
| 15 km volně    | Petr Knop                                                     |          |          |         |        | 35:35,5    | +1:51,6    | 24.        |
| 15 km volně    | Aleš Razým                                                    |          |          |         |        | 35:59,0    | +2:15,1    | 30.        |
| 15 km volně    | Michal Novák                                                  |          |          |         |        | 36:42,4    | +2:58,5    | 46.        |
| 50 km klasicky | Martin Jakš                                                   |          |          |         |        | 2:12:32,6  | +4:10,5    | 8.         |
| 50 km klasicky | Aleš Razým                                                    |          |          |         |        | 2:22:06,8  | +13:44     | 41.        |
| 50 km klasicky | Petr Knop                                                     |          |          |         |        | 2:29:20,9  | +20:59     | 55.        |
| 50 km klasicky | Miroslav Rypl                                                 |          |          |         |        | Nedokončil | Nedokončil | Nedokončil |
| Štafeta        | (1) Aleš Razým (2) Martin Jakš (3) Petr Knop (4) Michal Novák |          |          |         |        | 1:37:23,0  | +4:18,1    | 10.        |

- Nominace – ženy: Kateřina Beroušková, Karolína Grohová, Barbora Havlíčková, Petra Hynčicová, Petra Nováková

Distanční závody – ženy
| Závod          | Sportovci                                                                              | Klasicky | Klasicky | Volně   | Volně  | Celkově   | Celkově  | Celkově |
| Závod          | Sportovci                                                                              | Čas      | Pořadí   | Čas     | Pořadí | Čas       | Ztráta   | Pořadí  |
| -------------- | -------------------------------------------------------------------------------------- | -------- | -------- | ------- | ------ | --------- | -------- | ------- |
| 15 km skiatlon | Petra Nováková                                                                         | 23:25,9  | 38.      | 19:56,9 | 18.    | 43:55,6   | +3:10,7  | 28.     |
| 15 km skiatlon | Kateřina Beroušková                                                                    | 23:03,9  | 34.      | 20:56,3 | 38.    | 44:32,7   | +3:47,8  | 38.     |
| 15 km skiatlon | Barbora Havlíčková                                                                     | 23:52,3  | 53.      | 20:48,4 | 35.    | 45:12,1   | +4:27,2  | 43.     |
| 15 km skiatlon | Petra Hynčicová                                                                        | 23:42,0  | 48.      | 21:22,5 | 48.    | 45:42,4   | +4:57,5  | 47.     |
| 10 km volně    | Petra Nováková                                                                         |          |          |         |        | 27:33,8   | +2:33,3  | 28.     |
| 10 km volně    | Kateřina Beroušková                                                                    |          |          |         |        | 28:14,4   | +3:13,9  | 45.     |
| 10 km volně    | Barbora Havlíčková                                                                     |          |          |         |        | 29:00,7   | +4:00,2  | 59.     |
| 10 km volně    | Petra Hynčicová                                                                        |          |          |         |        | 29:09,9   | +4:09,4  | 60.     |
| 30 km klasicky | Kateřina Beroušková                                                                    |          |          |         |        | 1:31:41,4 | +9:23,8  | 23.     |
| 30 km klasicky | Petra Hynčicová                                                                        |          |          |         |        | 1:39:14,7 | +16:57,1 | 39.     |
| Štafeta        | (1) Kateřina Beroušková (2) Karolína Grohová (3) Petra Nováková (4) Barbora Havlíčková |          |          |         |        | 55:17,1   | +3:52,8  | 11.     |

Sprint – muži
| Závod              | Sportovci              | Kvalifikace | Kvalifikace | Čtvrtfinále | Čtvrtfinále | Semifinále  | Semifinále  | Finále      | Finále      | Celkově |
| Závod              | Sportovci              | Čas         | Pořadí      | Čas         | Pořadí      | Čas         | Pořadí      | Čas         | Pořadí      | Celkově |
| ------------------ | ---------------------- | ----------- | ----------- | ----------- | ----------- | ----------- | ----------- | ----------- | ----------- | ------- |
| Sprint jednotlivců | Aleš Razým             | 3:21,05     | 43.         | Nepostoupil | Nepostoupil | Nepostoupil | Nepostoupil | Nepostoupil | Nepostoupil | 43.     |
| Sprint jednotlivců | Miroslav Rypl          | 3:27,46     | 58.         | Nepostoupil | Nepostoupil | Nepostoupil | Nepostoupil | Nepostoupil | Nepostoupil | 58.     |
| Sprint jednotlivců | Michal Novák           | 3:28,33     | 60.         | Nepostoupil | Nepostoupil | Nepostoupil | Nepostoupil | Nepostoupil | Nepostoupil | 60.     |
| Sprint dvojic      | Martin Jakš Aleš Razým |             |             |             |             | 16:08,78    | 5.          | 16:24,83    | 7.          | 7.      |

Sprint – ženy
| Závod               | Sportovci                          | Kvalifikace | Kvalifikace | Čtvrtfinále  | Čtvrtfinále  | Semifinále   | Semifinále   | Finále       | Finále       | Celkově |
| Závod               | Sportovci                          | Čas         | Pořadí      | Čas          | Pořadí       | Čas          | Pořadí       | Čas          | Pořadí       | Celkově |
| ------------------- | ---------------------------------- | ----------- | ----------- | ------------ | ------------ | ------------ | ------------ | ------------ | ------------ | ------- |
| Sprint jednotlivkyň | Kateřina Beroušková                | 3:20,09     | 23.         | 3:27,43      | 6.*          | Nepostoupila | Nepostoupila | Nepostoupila | Nepostoupila | 26.     |
| Sprint jednotlivkyň | Karolína Grohová                   | 3:30,91     | 43.         | Nepostoupila | Nepostoupila | Nepostoupila | Nepostoupila | Nepostoupila | Nepostoupila | 43.     |
| Sprint jednotlivkyň | Petra Hynčicová                    | 3:32,03     | 45.         | Nepostoupila | Nepostoupila | Nepostoupila | Nepostoupila | Nepostoupila | Nepostoupila | 45.     |
| Sprint dvojic       | Kateřina Beroušková Petra Nováková |             |             |              |              | 16:53,06     | 5.           | Nepostoupily | Nepostoupily | 11.     |

Poznámky: * – pořadí ve svém čtvrtfinále

### Biatlon
Česko získalo právo startu pro 5 mužů a 6 žen na základě pořadí zemí ve Světovém poháru v biatlonu 2016/17.
Muži
- Nominace: Michal Krčmář, Ondřej Moravec, Jaroslav Soukup, Michal Šlesingr, Adam Václavík

| závod                             | sportovci                                                                    | střelba | výsledek  | umístění         |
| --------------------------------- | ---------------------------------------------------------------------------- | ------- | --------- | ---------------- |
| Sprint (10 km)                    | Michal Krčmář                                                                | 0+0     | 23:43,2   | Stříbrná medaile |
| Sprint (10 km)                    | Ondřej Moravec                                                               | 1+0     | 24:46,7   | 29.              |
| Sprint (10 km)                    | Michal Šlesingr                                                              | 0+4     | 26:06,0   | 69.              |
| Sprint (10 km)                    | Adam Václavík                                                                | 2+2     | 26:15,4   | 73.              |
| Stíhací závod (12,5 km)           | Michal Krčmář                                                                | 2+0+3+2 | 36:41,6   | 30.              |
| Stíhací závod (12,5 km)           | Ondřej Moravec                                                               | 1+2+2+3 | 38:45,9   | 51.              |
| Vytrvalostní závod (15 km)        | Michal Krčmář                                                                | 0+1+0+0 | 49:19,3   | 7.               |
| Vytrvalostní závod (15 km)        | Ondřej Moravec                                                               | 0+0+0+1 | 49:56,9   | 12.              |
| Vytrvalostní závod (15 km)        | Michal Šlesingr                                                              | 0+3+0+1 | 52:35,5   | 45.              |
| Vytrvalostní závod (15 km)        | Adam Václavík                                                                | 0+4+1+1 | 54:31,7   | 67.              |
| Závod s hromadným startem (15 km) | Ondřej Moravec                                                               | 0+0+0+1 | 36:23,6   | 11.              |
| Závod s hromadným startem (15 km) | Michal Krčmář                                                                | 1+1+1+2 | 38:09,9   | 26.              |
| Štafeta mužů (4 x 7,5 km)         | (1) Ondřej Moravec (2) Michal Šlesingr (3) Jaroslav Soukup (4) Michal Krčmář | 2+13    | 1:19:23,6 | 7.               |

Ženy
- Nominace: Markéta Davidová, Jessica Jislová, Eva Puskarčíková, Veronika Vítková, Veronika Zvařičová, Lea Johanidesová (necestující náhradnice)

| závod                               | sportovci                                                                          | střelba | výsledek  | umístění         |
| ----------------------------------- | ---------------------------------------------------------------------------------- | ------- | --------- | ---------------- |
| Sprint (7,5 km)                     | Veronika Vítková                                                                   | 0+1     | 21:32,0   | Bronzová medaile |
| Sprint (7,5 km)                     | Markéta Davidová                                                                   | 1+0     | 22:03,3   | 15.              |
| Sprint (7,5 km)                     | Jessica Jislová                                                                    | 1+0     | 22:29,1   | 23.              |
| Sprint (7,5 km)                     | Eva Puskarčíková                                                                   | 2+1     | 23:19,8   | 43.              |
| Stíhací závod (10 km)               | Veronika Vítková                                                                   | 0+1+0+2 | 32:12,6   | 7.               |
| Stíhací závod (10 km)               | Jessica Jislová                                                                    | 0+1+1+1 | 33:24,3   | 23.              |
| Stíhací závod (10 km)               | Markéta Davidová                                                                   | 1+2+1+2 | 33:29,8   | 25.              |
| Stíhací závod (10 km)               | Eva Puskarčíková                                                                   | 2+1+0+0 | 33:53,8   | 32.              |
| Vytrvalostní závod (15 km)          | Veronika Vítková                                                                   | 1+1+1+0 | 44:31,5   | 18.              |
| Vytrvalostní závod (15 km)          | Eva Puskarčíková                                                                   | 1+0+2+0 | 46:22,0   | 44.              |
| Vytrvalostní závod (15 km)          | Markéta Davidová                                                                   | 1+1+0+3 | 47:06,7   | 57.              |
| Vytrvalostní závod (15 km)          | Jessica Jislová                                                                    | 1+1+0+3 | 49:00,6   | 72.              |
| Závod s hromadným startem (12,5 km) | Veronika Vítková                                                                   | 0+0+0+1 | 36:57,8   | 14.              |
| Závod s hromadným startem (12,5 km) | Markéta Davidová                                                                   | 0+1+1+1 | 37:23,8   | 18.              |
| Štafeta žen (4 x 5 km)              | (1) Eva Puskarčíková (2) Jessica Jislová (3) Markéta Davidová (4) Veronika Vítková | 4+11    | 1:13:59,7 | 12.              |

Smíšená štafeta
| Závod         | Sportovec                                 | Střelba | Čas       | Pořadí |
| ------------- | ----------------------------------------- | ------- | --------- | ------ |
| Ženy 2x6 km   | (1) Veronika Vítková (2) Markéta Davidová | 0+8     | 1:10:13,6 | 8.     |
| Muži 2x7,5 km | (3) Ondřej Moravec (4) Michal Krčmář      | 0+8     | 1:10:13,6 | 8.     |

Poznámky: čísla u jmen znamenají pořadí ve štafetě

### Boby
- Nominace: Dominik Dvořák, David Egydy, Jakub Havlín, Jaroslav Kopřiva, Jakub Nosek, Dominik Suchý, Jan Šindelář, Jan Vrba, Jan Stokláska

| Závod   | Sportovci                                                   | 1. jízda | 1. jízda | 2. jízda | 2. jízda | 3. jízda | 3. jízda | 4. jízda     | 4. jízda     | Celkově | Celkově |
| Závod   | Sportovci                                                   | Čas      | Pořadí   | Čas      | Pořadí   | Čas      | Pořadí   | Čas          | Pořadí       | Čas     | Pořadí  |
| ------- | ----------------------------------------------------------- | -------- | -------- | -------- | -------- | -------- | -------- | ------------ | ------------ | ------- | ------- |
| Dvojbob | Dominik Dvořák, Jakub Nosek                                 | 49,70    | 15.      | 49,63    | 14.      | 49,67    | 17.      | 49,86        | 19.          | 3:18,86 | 17.     |
| Dvojbob | Jan Vrba, Jakub Havlín                                      | 49,93    | 23.      | 50,07    | 22.      | 49,86    | 21.      | Nepostoupili | Nepostoupili | 2:29,86 | 23.     |
| Čtyřbob | Dominik Dvořák, Jakub Nosek, Jaroslav Kopřiva, Jan Šindelář | 49,07    | 11.      | 49,97    | 26.      | 50:05    | 25.      | Nepostoupili | Nepostoupili | 2:29,09 | 21.     |
| Čtyřbob | Jan Vrba, Jan Stokláska, Dominik Suchý, David Egydy         | 49,73    | 23.      | 49,81    | 21.      | 50:05    | 25.      | Nepostoupili | Nepostoupili | 2:29,59 | 24.     |

Pilot bobu je uveden jako první

### Krasobruslení
Dle výsledků na Mistrovství světa v krasobruslení 2017 ve finských Helsinkách bude za Česko soutěžit jeden muž – Michal Březina.  S ním se následně kvalifikoval pár pro soutěž v tancích na ledě a jeden pár pro soutěž sportovních dvojic, a to díky umístění v CS Nebelhorn Trophy 2017. Účastníci byli oznámeni 7. října 2017 po jednání Českého krasobruslařského svazu.
| Sportovec                       | Kategorie         | Krátký program/ Originální tanec | Krátký program/ Originální tanec | Volný program/ Volný tanec | Volný program/ Volný tanec | Celkem   | Celkem |
| Sportovec                       | Kategorie         | Výsledek                         | Pořadí                           | Výsledek                   | Pořadí                     | Výsledek | Pořadí |
| ------------------------------- | ----------------- | -------------------------------- | -------------------------------- | -------------------------- | -------------------------- | -------- | ------ |
| Michal Březina                  | muži              | 85,15                            | 9.                               | 160,92                     | 18.                        | 246,07   | 16.    |
| Anna Dušková Martin Bidař       | sportovní dvojice | 63,25                            | 15.                              | 123,08                     | 14.                        | 186,33   | 14.    |
| Cortney Mansourová Michal Češka | tance na ledě     | 53,53                            | 23.                              | Nepostoupili               | Nepostoupili               | 53,53    | 23.    |

### Lední hokej
Česká hokejová reprezentace se kvalifikovala na olympijské hry svým umístěním mezi nejlepšími 8 zeměmi podle žebříčku IIHF v roce 2015.
Hokejovou reprezentaci doplnil třinecký Martin Růžička jako náhrada za zraněného hráče Milana Gulaše. ,
- Hlavní trenér: Josef Jandač.
- Asistenti: Jiří Kalous, Václav Prospal a Jaroslav Špaček.

| Soupiska reprezentace |                 |                             |                  |                           |        |        |      |
| Č.                    | Hráč            | Datum narození/věk          | Pozice           | Klub                      | Branky | Asist. | Body |
|                       | Patrik Bartošák | 29. března 1993 (31 let)    | brankář          | HC Vítkovice Ridera       | 0      | 0      | 0    |
|                       | Pavel Francouz  | 3. června 1990 (34 let)     | brankář          | Traktor Čeljabinsk        | 0      | 1      | 1    |
|                       | Dominik Furch   | 19. dubna 1990 (34 let)     | brankář          | Avangard Omsk             | 0      | 0      | 0    |
|                       | Michal Jordán   | 17. července 1990 (34 let)  | obránce          | Amur Chabarovsk           | 1      | 0      | 1    |
|                       | Jan Kolář       | 22. listopadu 1986 (38 let) | obránce          | Amur Chabarovsk           | 1      | 2      | 3    |
|                       | Ondřej Němec    | 18. dubna 1984 (40 let)     | obránce          | HC Kometa Brno            | 0      | 0      | 0    |
|                       | Tomáš Kundrátek | 26. prosince 1989 (35 let)  | obránce          | Torpedo Nižnij Novgorod   | 1      | 0      | 1    |
|                       | Vojtěch Mozík   | 26. prosince 1992 (32 let)  | obránce          | HK Viťaz Moskevská oblast | 0      | 2      | 2    |
|                       | Jakub Nakládal  | 30. prosince 1987 (37 let)  | obránce          | Lokomotiv Jaroslavl       | 0      | 2      | 2    |
|                       | Adam Polášek    | 12. července 1991 (33 let)  | obránce          | HK Soči                   | 0      | 0      | 0    |
|                       | Ondřej Vitásek  | 4. září 1990 (34 let)       | obránce          | HK Jugra Chanty-Mansijsk  | 0      | 0      | 0    |
|                       | Martin Růžička  | 15. prosince 1985 (39 let)  | křídelní útočník | HC Oceláři Třinec         | 1      | 1      | 2    |
|                       | Tomáš Mertl     | 11. března 1986 (38 let)    | střední útočník  | HC Škoda Plzeň            | 0      | 1      | 1    |
|                       | Michal Birner   | 2. března 1986 (39 let)     | křídelní útočník | Fribourg-Gottéron         | 0      | 3      | 3    |
|                       | Roman Červenka  | 10. prosince 1985 (39 let)  | střední útočník  | Fribourg-Gottéron         | 3      | 1      | 4    |
|                       | Martin Erat –   | 29. srpna 1981 (43 let)     | křídelní útočník | HC Kometa Brno            | 0      | 1      | 1    |
|                       | Petr Koukal     | 16. srpna 1982 (42 let)     | křídelní útočník | Mountfield HK             | 1      | 0      | 1    |
|                       | Michal Vondrka  | 17. května 1982 (42 let)    | křídelní útočník | Piráti Chomutov           | 0      | 0      | 0    |
|                       | Roman Horák     | 21. května 1991 (33 let)    | střední útočník  | HK Viťaz Moskevská oblast | 0      | 4      | 4    |
|                       | Jan Kovář       | 20. března 1990 (34 let)    | střední útočník  | Metallurg Magnitogorsk    | 3      | 2      | 5    |
|                       | Dominik Kubalík | 21. srpna 1995 (29 let)     | křídelní útočník | HC Ambrì-Piotta           | 2      | 0      | 2    |
|                       | Lukáš Radil     | 5. srpna 1990 (34 let)      | křídelní útočník | HK Spartak Moskva         | 0      | 0      | 0    |
|                       | Michal Řepík    | 31. prosince 1988 (36 let)  | křídelní útočník | HC Sparta Praha           | 3      | 2      | 5    |
|                       | Jiří Sekáč      | 10. června 1992 (32 let)    | křídelní útočník | Ak Bars Kazaň             | 0      | 1      | 1    |
|                       | Tomáš Zohorna   | 3. ledna 1988 (37 let)      | křídelní útočník | Amur Chabarovsk           | 0      | 0      | 0    |

#### Zápasy českého týmu v základní skupině
Všechny časy jsou místní (UTC+9), tj. SEČ+8.
| 15. února 2018 21:10 | Česko | 2:1 (2:1, 0:0, 0:0) | Jižní Korea | Hokejový stadion Kangnung Návštěvnost: 6 025 |  |

| Report                                 |                                        |               |                   |                                                                             |
| Pavel Francouz                         | Pavel Francouz                         | Brankáři      | Matthew Dalton    | Rozhodčí: Mark Lemelin Linus Ohlund Čároví: Henrik Pihlblad Sakari Suominen |
| Jan Kovář (11:59) Michal Řepík (16:18) | Jan Kovář (11:59) Michal Řepík (16:18) | 0:1, 1:1, 2:1 | Cho Min-ho (7:34) | Rozhodčí: Mark Lemelin Linus Ohlund Čároví: Henrik Pihlblad Sakari Suominen |
| 8 min                                  | 8 min                                  | Tresty        | 6 min             | Rozhodčí: Mark Lemelin Linus Ohlund Čároví: Henrik Pihlblad Sakari Suominen |
| 40                                     | 40                                     | Střely        | 18                | Rozhodčí: Mark Lemelin Linus Ohlund Čároví: Henrik Pihlblad Sakari Suominen |

| 17. února 2018 12:10 | Kanada | 2:3 SN (2:1, 0:1, 0:0, 0:0, 0:1) | Česko | Hokejový stadion Kangnung Návštěvnost: 6 731 |  |

| Report                                    |                                           |                         |                                                             |                                                                         |
| Ben Scrivens                              | Ben Scrivens                              | Brankáři                | Pavel Francouz                                              | Rozhodčí: Roman Gofman Anssi Salonen Čároví: Gleb Lazarev Judson Ritter |
| Mason Raymond (1:13) René Bourque (13:30) | Mason Raymond (1:13) René Bourque (13:30) | 1:0, 1:1, 2:1, 2:2, 2:3 | Dominik Kubalík (6:52) Michal Jordán (20:25) Jan Kovář (PS) | Rozhodčí: Roman Gofman Anssi Salonen Čároví: Gleb Lazarev Judson Ritter |
| 6 min                                     | 6 min                                     | Tresty                  | 10 min                                                      | Rozhodčí: Roman Gofman Anssi Salonen Čároví: Gleb Lazarev Judson Ritter |
| 33                                        | 33                                        | Střely                  | 20                                                          | Rozhodčí: Roman Gofman Anssi Salonen Čároví: Gleb Lazarev Judson Ritter |

| 18. února 2018 16:40 | Česko | 4:1 (1:1, 0:0, 3:0) | Švýcarsko | Hokejový stadion Kangnung Návštěvnost: 6 137 |  |

| Report                                                                                  |                                                                                         |                         |                          |                                                                                  |
| Pavel Francouz                                                                          | Pavel Francouz                                                                          | Brankáři                | Jonas Hiller             | Rozhodčí: Brett Iverson Konstantin Olenin Čároví: Judson Ritter Nathan Vanoosten |
| Michal Řepík (7:09) Dominik Kubalík (43:02) Roman Červenka (58:40) Michal Řepík (59:11) | Michal Řepík (7:09) Dominik Kubalík (43:02) Roman Červenka (58:40) Michal Řepík (59:11) | 1:0, 1:1, 2:1, 3:1, 4:1 | Thomas Rüfenacht (14:47) | Rozhodčí: Brett Iverson Konstantin Olenin Čároví: Judson Ritter Nathan Vanoosten |
| 2 min                                                                                   | 2 min                                                                                   | Tresty                  | 10 min                   | Rozhodčí: Brett Iverson Konstantin Olenin Čároví: Judson Ritter Nathan Vanoosten |
| 28                                                                                      | 28                                                                                      | Střely                  | 29                       | Rozhodčí: Brett Iverson Konstantin Olenin Čároví: Judson Ritter Nathan Vanoosten |

#### Zápasy českého týmu vplay-off
Čtvrtfinále
Všechny časy jsou místní (UTC+9), tj. SEČ+8.
| 21. února 2018 12:10                                       | Česko                                                      | 3:2 SN (1:1, 1:1, 0:0, 0:0, 1:0) | USA                                   | Hokejový stadion Kangnung Návštěvnost: 2948                               |  |
| Pavel Francouz                                             | Pavel Francouz                                             | Brankáři                         | Ryan Zapolski                         | Rozhodčí: Olivier Gouin Linus Ohlund Čároví: Roman Kaderli Hannu Sormunen |  |
| Jan Kovář (15:12) Tomáš Kundrátek (28:14) Petr Koukal (PS) | Jan Kovář (15:12) Tomáš Kundrátek (28:14) Petr Koukal (PS) | 1:0, 1:1, 2:1, 2:2, 3:2          | Ryan Donato (6:20) Jim Slater (30:23) | Rozhodčí: Olivier Gouin Linus Ohlund Čároví: Roman Kaderli Hannu Sormunen |  |
| 8 min                                                      | 8 min                                                      | Tresty                           | 10 min                                | Rozhodčí: Olivier Gouin Linus Ohlund Čároví: Roman Kaderli Hannu Sormunen |  |
| 29                                                         | 29                                                         | Střely                           | 20                                    | Rozhodčí: Olivier Gouin Linus Ohlund Čároví: Roman Kaderli Hannu Sormunen |  |

Semifinále
| 23. února 2018 16:40 | Česko | 0:3 (0:0, 0:2, 0:1) | Olympijští sportovci z Ruska | Hokejový stadion Kangnung Návštěvnost: 4 057 |  |

| Report         |                |               | |                                                                           |
| Pavel Francouz | Pavel Francouz | Brankáři      | Vasilij Košečkin | Rozhodčí: Brett Iverson Mark Lemelin Čároví: Jimmy Dahmen Sakari Suominen |
|                |                | 0:1, 0:2, 0:3 | 27:47 - Nikita Gusev ( Pavel Dacjuk ) 28:14 - Vladislav Gavrikov ( Ivan Telegin , Michail Grigorenko ) 59:39 - Ilja Kovalčuk ( Arťjom Zub , Andrej Zubarev ) | Rozhodčí: Brett Iverson Mark Lemelin Čároví: Jimmy Dahmen Sakari Suominen |
| 6 min          | 6 min          | Tresty        | 10 min | Rozhodčí: Brett Iverson Mark Lemelin Čároví: Jimmy Dahmen Sakari Suominen |
| 31             | 31             | Střely        | 22 | Rozhodčí: Brett Iverson Mark Lemelin Čároví: Jimmy Dahmen Sakari Suominen |

o 3. místo
| 24. února 2018 21:10                                                                 | Česko                                                                                | 4:6 (1:3, 0:0, 3:3)                              | Kanada | Hokejový stadion Kangnung Návštěvnost: 4807                                              |  |
| Pavel Francouz                                                                       | Pavel Francouz                                                                       | Brankáři                                         | Kevin Poulin | Rozhodčí: Timothy Mayer , Konstantin Olenin Čároví: Fraser Mc Intyre, Alexander Otmachov |  |
| 9:13 - Martin Růžička 46:36 - Jan Kovář 56:26 -Roman Červenka 57:55 - Roman Červenka | 9:13 - Martin Růžička 46:36 - Jan Kovář 56:26 -Roman Červenka 57:55 - Roman Červenka | 0:1, 1:1, 1:2, 1:3, 1:4, 2:4, 2:5, 2:6, 3:6, 4:6 | 8:57 - Andrew Ebbett 9:13 - Chris Kelly 15:57 - Derek Roy 45:50 - Andrew Ebbet 49:57 - Chris Kelly 55:23 - Wojtek Wolski | Rozhodčí: Timothy Mayer , Konstantin Olenin Čároví: Fraser Mc Intyre, Alexander Otmachov |  |
| 4 min                                                                                | 4 min                                                                                | Tresty                                           | 6 min | Rozhodčí: Timothy Mayer , Konstantin Olenin Čároví: Fraser Mc Intyre, Alexander Otmachov |  |
| 34                                                                                   | 34                                                                                   | Střely                                           | 26 | Rozhodčí: Timothy Mayer , Konstantin Olenin Čároví: Fraser Mc Intyre, Alexander Otmachov |  |

### Rychlobruslení
Česko získalo níže uvedená účastnická místa na základě výsledků čtyř závodů Světového poháru v rychlobruslení 2017/18, ze kterých se počítala kvalifikační kritéria.
- Nominace: Karolína Erbanová, Martina Sáblíková, Nikola Zdráhalová

Individuální – ženy
| Závod      | Sportovec         | Výsledek | Výsledek         |
| Závod      | Sportovec         | Čas      | Pořadí           |
| ---------- | ----------------- | -------- | ---------------- |
| 500 m žen  | Karolína Erbanová | 37,34    | Bronzová medaile |
| 1000 m žen | Karolína Erbanová | 1:14,95  | 7.               |
| 1000 m žen | Nikola Zdráhalová | 1:16,43  | 19.              |
| 1500 m žen | Nikola Zdráhalová | 1:58,03  | 11.              |
| 3000 m žen | Martina Sáblíková | 4:00.54  | 4.               |
| 3000 m žen | Nikola Zdráhalová | 4:11.36  | 15.              |
| 5000 m žen | Martina Sáblíková | 6:51.85  | Stříbrná medaile |

Hromadný start – ženy
| Závod                     | Sportovec         | Semifinále | Semifinále | Semifinále | Finále | Finále  | Finále | Celkově |
| Závod                     | Sportovec         | Body       | Čas        | Pořadí     | Body   | Čas     | Pořadí | Celkově |
| ------------------------- | ----------------- | ---------- | ---------- | ---------- | ------ | ------- | ------ | ------- |
| Závod s hromadným startem | Nikola Zdráhalová | 60         | 8:32,22    | 1.         | 1      | 8:41,35 | 8.     | 8.      |

### Saně
Muži
| Závod              | Sportovci                    | 1. jízda | 1. jízda | 2. jízda | 2. jízda | 3. jízda | 3. jízda | 4. jízda    | 4. jízda    | Celkem čas | Celkem pořadí |
| Závod              | Sportovci                    | Čas      | Pořadí   | Čas      | Pořadí   | Čas      | Pořadí   | Čas         | Pořadí      | Celkem čas | Celkem pořadí |
| ------------------ | ---------------------------- | -------- | -------- | -------- | -------- | -------- | -------- | ----------- | ----------- | ---------- | ------------- |
| Jednotlivci – muži | Ondřej Hyman                 | 48.324   | 23.      | 48.276   | 20.      | 48,313   | 21.      | Nepostoupil | Nepostoupil | 2:24,913   | 21.           |
| Dvojice – muži     | Antonín Brož Lukáš Brož      | 46,570   | 12.      | 46,582   | 16.      |          |          |             |             | 1:33,152   | 13.           |
| Dvojice – muži     | Jaromír Kudera Matěj Kvíčala | 46,818   | 16.      | 46,910   | 18.      |          |          |             |             | 1:33,728   | 18.           |

Ženy
| Závod                | Sportovci      | 1. jízda | 1. jízda | 2. jízda | 2. jízda | 3. jízda | 3. jízda | 4. jízda     | 4. jízda     | Celkem čas | Celkem pořadí |
| Závod                | Sportovci      | Čas      | Pořadí   | Čas      | Pořadí   | Čas      | Pořadí   | Čas          | Pořadí       | Celkem čas | Celkem pořadí |
| -------------------- | -------------- | -------- | -------- | -------- | -------- | -------- | -------- | ------------ | ------------ | ---------- | ------------- |
| Jednotlivkyně – ženy | Tereza Nosková | 47,813   | 26.      | 48,132   | 27.      | 47,921   | 27.      | Nepostoupila | Nepostoupila | 2:23,866   | 26.           |

### Severská kombinace
- Nominace: Lukáš Daněk, Miroslav Dvořák, Ondřej Pažout, Tomáš Portyk

| Závod                                  | Sportovci           | Skoky           | Skoky           | Skoky           | Běh             | Běh             | Celkem          | Celkem          |
| Závod                                  | Sportovci           | Délka           | Body            | Pořadí          | Čas             | Pořadí          | Čas             | Pořadí          |
| -------------------------------------- | ------------------- | --------------- | --------------- | --------------- | --------------- | --------------- | --------------- | --------------- |
| Střední můstek + 10 km volně           | Miroslav Dvořák     | 95,5            | 89,8            | 28.             | 24:40,4         | 14.             | 27:23,4         | 21.             |
| Střední můstek + 10 km volně           | Tomáš Portyk        | 89,5            | 89,3            | 29.             | 24:46,4         | 17.             | 27:31,4         | 24.             |
| Střední můstek + 10 km volně           | Ondřej Pažout       | 97,5            | 95,8            | 22.             | 25:46,8         | 37.             | 28:05,8         | 34.             |
| Střední můstek + 10 km volně           | Lukáš Daněk         | Diskvalifikován | Diskvalifikován | Diskvalifikován | Diskvalifikován | Diskvalifikován | Diskvalifikován | Diskvalifikován |
| Velký můstek + 10 km volně             | Tomáš Portyk        | 120,5           | 111,5           | 18.             |                 |                 | 25:54,9         | 19.             |
| Velký můstek + 10 km volně             | Miroslav Dvořák     | 119,5           | 99,9            | 29.             |                 |                 | 26:59,3         | 26.             |
| Velký můstek + 10 km volně             | Ondřej Pažout       | 124,5           | 105,2           | 26.             |                 |                 | 27:47,4         | 37.             |
| Velký můstek + 10 km volně             | Lukáš Daněk         | 114,0           | 78,7            | 44.             |                 |                 | 30:37,1         | 46.             |
| Družstvo – velký můstek + 4x5 km volně | (1) Ondřej Pažout   | 123,0           | 56,4            |                 |                 |                 | 50:07,1         | 7.              |
| Družstvo – velký můstek + 4x5 km volně | (2) Miroslav Dvořák | 120,5           | 51,9            |                 |                 |                 | 50:07,1         | 7.              |
| Družstvo – velký můstek + 4x5 km volně | (3) Lukáš Daněk     | 119,5           | 50,1            |                 |                 |                 | 50:07,1         | 7.              |
| Družstvo – velký můstek + 4x5 km volně | (4) Tomáš Portyk    | 131,0           | 70,8            |                 |                 |                 | 50:07,1         | 7.              |

### Short track
Jedno účastnické místo získalo Česko pro závod žen na 1500 metrů na základě výsledků čtyř závodů Světového poháru v short tracku 2017/18 v listopadu 2017, ze kterých se počítala kvalifikační kritéria.
Ženy
| Závod  | Sportovec          | Rozjížďka | Rozjížďka | Semifinále   | Semifinále   | Finále       | Finále       | Celkově |
| Závod  | Sportovec          | Čas       | Pořadí    | Čas          | Pořadí       | Čas          | Pořadí       | Celkově |
| ------ | ------------------ | --------- | --------- | ------------ | ------------ | ------------ | ------------ | ------- |
| 1500 m | Michaela Sejpalová | 2:30,012  | 4.*       | Nepostoupila | Nepostoupila | Nepostoupila | Nepostoupila | 24.     |

### Skoky na lyžích
- Nominace: Lukáš Hlava, Roman Koudelka, Čestmír Kožíšek, Viktor Polášek, Vojtěch Štursa

| Závod                   | Sportovec                                                    | Kvalifikace | Kvalifikace | Kvalifikace | 1. kolo     | 1. kolo     | 1. kolo     | 2. kolo      | 2. kolo      | 2. kolo      | Celkově     | Celkově |
| Závod                   | Sportovec                                                    | Délka       | Body        | Pořadí      | Délka       | Body        | Pořadí      | Délka        | Body         | Pořadí       | Body        | Pořadí  |
| ----------------------- | ------------------------------------------------------------ | ----------- | ----------- | ----------- | ----------- | ----------- | ----------- | ------------ | ------------ | ------------ | ----------- | ------- |
| Střední můstek          | Roman Koudelka                                               | 97,5        | 114,5       | 28.         | 98,0        | 103,5       | 26.         | 103,0        | 105,7        | 19.          | 209,2       | 25.     |
| Střední můstek          | Viktor Polášek                                               | 88,0        | 90,1        | 47.         | 92,0        | 81,9        | 44.         | Nepostoupil  | Nepostoupil  | Nepostoupil  | 81,9        | 44.     |
| Střední můstek          | Vojtěch Štursa                                               | 83,5        | 81,5        | 53.         | Nepostoupil | Nepostoupil | Nepostoupil | Nepostoupil  | Nepostoupil  | Nepostoupil  | Nepostoupil | 53.     |
| Střední můstek          | Čestmír Kožíšek                                              | 81,0        | 80,6        | 54.         | Nepostoupil | Nepostoupil | Nepostoupil | Nepostoupil  | Nepostoupil  | Nepostoupil  | Nepostoupil | 54.     |
| Velký můstek            | Roman Koudelka                                               | 116,5       | 80,9        | 41.         | 125,5       | 115,9       | 25.         | 122,0        | 107,1        | 25.          | 223,0       | 25.     |
| Velký můstek            | Čestmír Kožíšek                                              | 132,5       | 104,0       | 23.         | 124,5       | 112,0       | 28.         | 113,0        | 93,1         | 28.          | 205,1       | 28.     |
| Velký můstek            | Viktor Polášek                                               | 110,5       | 77,1        | 45.         | 116,5       | 94,4        | 44.         | Nepostoupil  | Nepostoupil  | Nepostoupil  | 94,4        | 44.     |
| Velký můstek            | Lukáš Hlava                                                  | 106,5       | 62,2        | 52.         | Nepostoupil | Nepostoupil | Nepostoupil | Nepostoupil  | Nepostoupil  | Nepostoupil  | Nepostoupil | 52.     |
| Družstvo – velký můstek | Viktor Polášek Vojtěch Štursa Čestmír Kožíšek Roman Koudelka |             |             |             | –           | 370,1       | 10.         | Nepostoupili | Nepostoupili | Nepostoupili | 370,1       | 10.     |

### Snowboarding
Alpské disciplíny
| Závod                 | Sportovec     | Kvalifikace | Kvalifikace | Osmifinále               | Čtvrtfinále             | Semifinále               | Finále               | Finále | Celkově       |
| Závod                 | Sportovec     | Čas         | Pořadí      | Soupeř Čas               | Soupeř Čas              | Soupeř Čas               | Soupeř Čas           | Pořadí | Celkově       |
| --------------------- | ------------- | ----------- | ----------- | ------------------------ | ----------------------- | ------------------------ | -------------------- | ------ | ------------- |
| Paralelní obří slalom | Ester Ledecká | 1:28,90     | 1.          | Patrizia Kummerová +0,71 | Daniela Ulbingová +0,97 | Ramona Hofmeisterová DNF | Selina Jörgová +0,46 | 1.     | Zlatá medaile |

Freestyle – Slopestyle
| Závod             | sportovec        | Kvalifikace | Kvalifikace | Kvalifikace | Kvalifikace | Semifinále  | Semifinále  | Semifinále  | Semifinále  | Finále      | Finále      | Finále      | Finále      | Celkově |
| Závod             | sportovec        | 1. kolo     | 2. kolo     | Lepší       | Pořadí      | 1. kolo     | 2. kolo     | Lepší       | Pořadí      | 1. kolo     | 2. kolo     | Lepší       | Pořadí      | Celkově |
| ----------------- | ---------------- | ----------- | ----------- | ----------- | ----------- | ----------- | ----------- | ----------- | ----------- | ----------- | ----------- | ----------- | ----------- | ------- |
| Slopestyle – muži | Petr Horák       | 41,93       | 39,05       | 41,93       | 27.         | Nepostoupil | Nepostoupil | Nepostoupil | Nepostoupil | Nepostoupil | Nepostoupil | Nepostoupil | Nepostoupil | 27.     |
| Slopestyle – ženy | Šárka Pančochová | Zrušeno     | Zrušeno     | Zrušeno     | Zrušeno     | Zrušeno     | Zrušeno     | Zrušeno     | Zrušeno     | 43,46       | 39,18       | 43,46       | 16.         | 16.     |

Freestyle – Big Air
| Závod          | sportovec          | Kvalifikace | Kvalifikace | Kvalifikace | Kvalifikace | Semifinále   | Semifinále   | Semifinále   | Semifinále   | Finále       | Finále       | Finále       | Finále       | Celkově |
| Závod          | sportovec          | 1. kolo     | 2. kolo     | Lepší       | Pořadí      | 1. kolo      | 2. kolo      | Lepší        | Pořadí       | 1. kolo      | 2. kolo      | Lepší        | Pořadí       | Celkově |
| -------------- | ------------------ | ----------- | ----------- | ----------- | ----------- | ------------ | ------------ | ------------ | ------------ | ------------ | ------------ | ------------ | ------------ | ------- |
| Big Air – ženy | Šárka Pančochová   | 65,50       | 30,00       | 65,50       | 19.         | Nepostoupila | Nepostoupila | Nepostoupila | Nepostoupila | Nepostoupila | Nepostoupila | Nepostoupila | Nepostoupila | 19.     |
| Big Air – ženy | Kateřina Vojáčková | 19,00       | 10,50       | 19,00       | 26.         | Nepostoupila | Nepostoupila | Nepostoupila | Nepostoupila | Nepostoupila | Nepostoupila | Nepostoupila | Nepostoupila | 26.     |

Nominovaný Petr Horák se zranil při tréninku a do závodu nenastoupil.
Snowboardcross
| Závod                 | Sportovec         | Rozjížďka | Rozjížďka | Osmifinále | Čtvrtfinále  | Semifinále   | Finále       | Celkově          |
| Závod                 | Sportovec         | Čas       | Pořadí    | Pořadí     | Pořadí       | Pořadí       | Pořadí       | Celkově          |
| --------------------- | ----------------- | --------- | --------- | ---------- | ------------ | ------------ | ------------ | ---------------- |
| Snowboardcross – muži | Jan Kubičík       | 1:15,73   | 32.       | 5.*        | Nepostoupil  | Nepostoupil  | Nepostoupil  | 35.              |
| Snowboardcross – ženy | Eva Samková       | 1:16,84   | 1.        |            | 2.*          | 1.*          | 3.*          | Bronzová medaile |
| Snowboardcross – ženy | Vendula Hopjáková | DNF       | 24.       |            | Nenastoupila | Nenastoupila | Nenastoupila | 24.              |

Pozn.: * – umístění ve svých rozjížďkách; DNF – nedokončil(a) závod
Nominovaná Kateřina Louthanová si při tréninku v Pchjongčchangu poranila kotník a nemohla nastoupit do závodu. Vendula Hopjáková si poranila kotník a koleno při kvalifikaci a do čtvrtfinále proto nenastoupila.